# Schistostemon fernandezii
Schistostemon fernandezii är en tvåhjärtbladig växtart som beskrevs av J. Cuatrec.. Schistostemon fernandezii ingår i släktet Schistostemon och familjen Humiriaceae. Inga underarter finns listade i Catalogue of Life.